# San Martino Siccomario
San Martino Siccomario (lombardul: San Martin) település Olaszországban, Lombardia régióban, Pavia megyében. Lakosainak száma 6276 fő (2023. január 1.). San Martino Siccomario Carbonara al Ticino, Cava Manara, Pavia és Travacò Siccomario községekkel határos.

## Népesség
A település lakossága az elmúlt években az alábbi módon változott:
| Lakosok száma | 6227 | 6278 | 6359 | 6276 |
|               | 2017 | 2018 | 2019 | 2023 |